# Laspeyria flexula
Laspeyria flexula — вид лускокрилих комах з родини еребід (Erebidae).

## Поширення
Вид поширений у Європі та Північній Азії на схід до Японії. Вид віддає перевагу хвойним і змішаним лісам, а також листяним лісам і парковим ландшафтам.

## Опис
Розмах крил 23-27 мм.

## Спосіб життя
Літає моль з травня по червень залежно від місця розташування. Утворює дві генерації на рік, у сприятливі роки і за сприятливих кліматичних умов буває три генерації. Гусениці ведуть нічний спосіб життя, їх можна зустріти в серпні та вересні, а потім знову з жовтня. Вони живляться лишайниками на корі хвойних дерев, вербі та осики. Зимує гусениця. Заляльковування відбувається в жовто-сірій павутині між хвоєю і лишайниками на гілочках. Стадія лялечки триває від чотирьох до шести тижнів.